# Todo el verano en un día
Todo el verano en un día (original en inglés: All Summer in a Day), es un cuento de ciencia ficción del escritor estadounidense Ray Bradbury. Fue publicado por primera vez en la edición de marzo de 1954 de The Magazine of Fantasy and Science Fiction, y luego reimpreso en la colección A Medicine for Melancholy publicada por Doubleday en 1959.

## Traducciones al español
El cuento tiene varias traducciones al español. La primera realizada en España pertenece a Fernando M. Sesén y apareció en el libro Medicina contra la melancolía publicado en Barcelona por Vértice en 1965. Por su parte, en Argentina, la primera traducción la hizo Matilde Horne y apareció en el volumen 3 de la revista Minotauro: Fantasía y ciencia ficción, enero-febrero de 1965, y esta luego se recogió en el libro Remedio para melancólicos, publicado por Minotauro en 1968.

## Argumento
El cuento se desarrolla en Venus, un planeta donde la lluvia es constante y el sol sólo se muestra brevemente cada siete años. La narración acontece en el día que, tras siete años de espera, el sol está a punto de mostrarse nuevamente.
La protagonista es una niña de nombre Margot, que vivió en la Tierra hasta los cuatro años. De figura frágil y semblante pálido, Margot tiene recuerdos vívidos del sol, lo que la diferencia de sus compañeros, quienes eran aún muy pequeños la última vez que el astro exhibió su rostro a los habitantes de Venus. Esta singularidad la convierte en blanco de envidia y resentimiento por parte de los otros niños.
A medida que se acerca el momento en que el sol debe aparecer, la tensión entre Margot y los demás niños crece. Sus expresiones de añoranza por el sol, manifestadas en poemas y relatos, son recibidas con burlas. En un acto impulsivo, los niños deciden encerrar a Margot en un armario. Lo que inicialmente parece ser sólo una broma cruel tiene graves consecuencias para la niña.
El fenómeno meteorológico dura aproximadamente dos horas. Durante ese tiempo, los niños disfrutan del sol, sienten su calor y se maravillan con su brillo. Sin embargo, cuando las nubes vuelven a cubrir el cielo y la lluvia regresa, los niños recuerdan a Margot que aún permanece encerrada en el armario. Al liberarla, enfrentan el remordimiento y la tristeza de haberle arrebatado un momento tan preciado. Margot es la única niña que no ha visto el sol.